# Лотошанский сельсовет
Лотошанский сельсовет — сельское поселение в Краснозёрском районе Новосибирской области Российской Федерации.
Административный центр — село Лотошное.

## История
Статус и границы сельского поселения установлены Законом Новосибирской области от 2 июня 2004 года № 200-ОЗ «О статусе и границах муниципальных образований Новосибирской области»

## Население
| 2002 | 2010 | 2012 | 2013 | 2014 | 2015 | 2016 |
| ---- | ---- | ---- | ---- | ---- | ---- | ---- |
| 802  | ↘581 | ↘557 | ↘543 | ↘521 | ↘513 | ↘487 |
| 2017 | 2018 | 2019 | 2020 | 2021 |      |      |
| ↘470 | ↘456 | ↘439 | ↘423 | ↘412 |      |      |

## Состав сельского поселения
| № | Населённый пункт | Тип населённого пункта       | Население |
| - | ---------------- | ---------------------------- | --------- |
| 1 | Лотошное         | село, административный центр | ↘412      |